# Teatro Principal (Pontevedra)
El Teatro Principal de Pontevedra es un teatro situado en el casco antiguo de la ciudad española de Pontevedra.

## Ubicación
El Teatro Principal está situado en la misma manzana que el Liceo Casino, siendo colindante con éste. Su fachada principal da a la calle Paio Gómez Charino y sus fachadas laterales a las calles Don Filiberto y Duque de Tetuán.

## Historia
El solar del actual Teatro Principal estuvo ocupado por la iglesia de San Bartolomé el Viejo hasta mediados del siglo XIX. Este edificio de finales de la Edad Media se encontraba en mal estado a finales del siglo XVIII. En 1769 comenzó su demolición, pero fue finalmente derribado en 1844.
Tras varios años como plaza abierta (Plaza de Tetuán), en 1864 se empezó a construir un Liceo Casino (obra de Domingo Lareu) y el Teatro Principal (obra de Faustino Flores), que pertenecía al Liceo Casino, inaugurado el 2 de agosto de 1878. El teatro era de uso exclusivo para los socios del Liceo Casino y, de hecho, la entrada al teatro se realizaba por la fachada principal del Liceo Casino. El teatro, conocido como Teatro del Liceo, se inauguró con la compañía de Miguel Cepillo, que representó El esclavo de su culpa, de Juan Antonio Cavestany.
Manuel Becerra compró el edificio en una subasta judicial en 1892. El 17 de abril de 1897, este edificio acogió la primera proyección cinematográfica de Pontevedra y en diciembre de 1900, la primera audición de fonógrafo de bocina. El teatro acogió conciertos de artistas de renombre como el violinista Manuel Quiroga Losada y el pianista Arthur Rubinstein. En 1916 el Teatro fue escenario del pase de la primera película rodada en la ciudad, Miss Ledya, en la que aparecía Castelao. El 23 de marzo de 1926 debutó en el teatro la Sociedad Coral Polifónica de Pontevedra. En 1942 el teatro pasó a ser propiedad de Dolores Vázquez.  A mediados del siglo XX el teatro funcionaba casi exclusivamente como cine.
El 14 de abril de 1980, un incendio destruyó el Teatro Principal y el Liceo Casino, aunque las paredes interiores y los muros exteriores permanecieron en pie. El 1 de julio de 1983, el pleno del Ayuntamiento de Pontevedra decidió por unanimidad comprar las ruinas del Teatro Principal. El 22 de agosto de 1983, el Ayuntamiento adquirió las ruinas del teatro y el 9 de enero de 1984 se convocó un concurso para su reconstrucción.
El edificio actual, inaugurado el 3 de enero de 1987, es obra del arquitecto José Miyar Caridad, ganador del concurso de anteproyectos.

## Descripción
El Teatro Principal de Pontevedra es un ejemplo típico de la arquitectura teatral isabelina. La fachada del teatro es neoclásica. Tiene ventanas y puertas simétricas con marcos de granito, y las del primer piso tienen vierteaguas. La entrada principal termina en un frontón con un arco hueco en su interior. En julio de 2015, la fachada del teatro recuperó los muros de piedra encalados con los que se diseñó el edificio en el siglo XIX.
El teatro se distribuye en cinco plantas y dos sótanos, en los que alberga dos salas de exposiciones y un auditorio con un aforo total de 434 localidades. Su escenario, que ocupa 52 metros cuadrados, está equipado con una plataforma móvil. 
El espacio interior tiene un falso techo que ayuda a mejorar la acústica, además de ocultar la instalación de iluminación. Su estilo decorativo buscaba combinar el aspecto de los teatros del siglo XIX con un interior más contemporáneo.

## Galería de imágenes

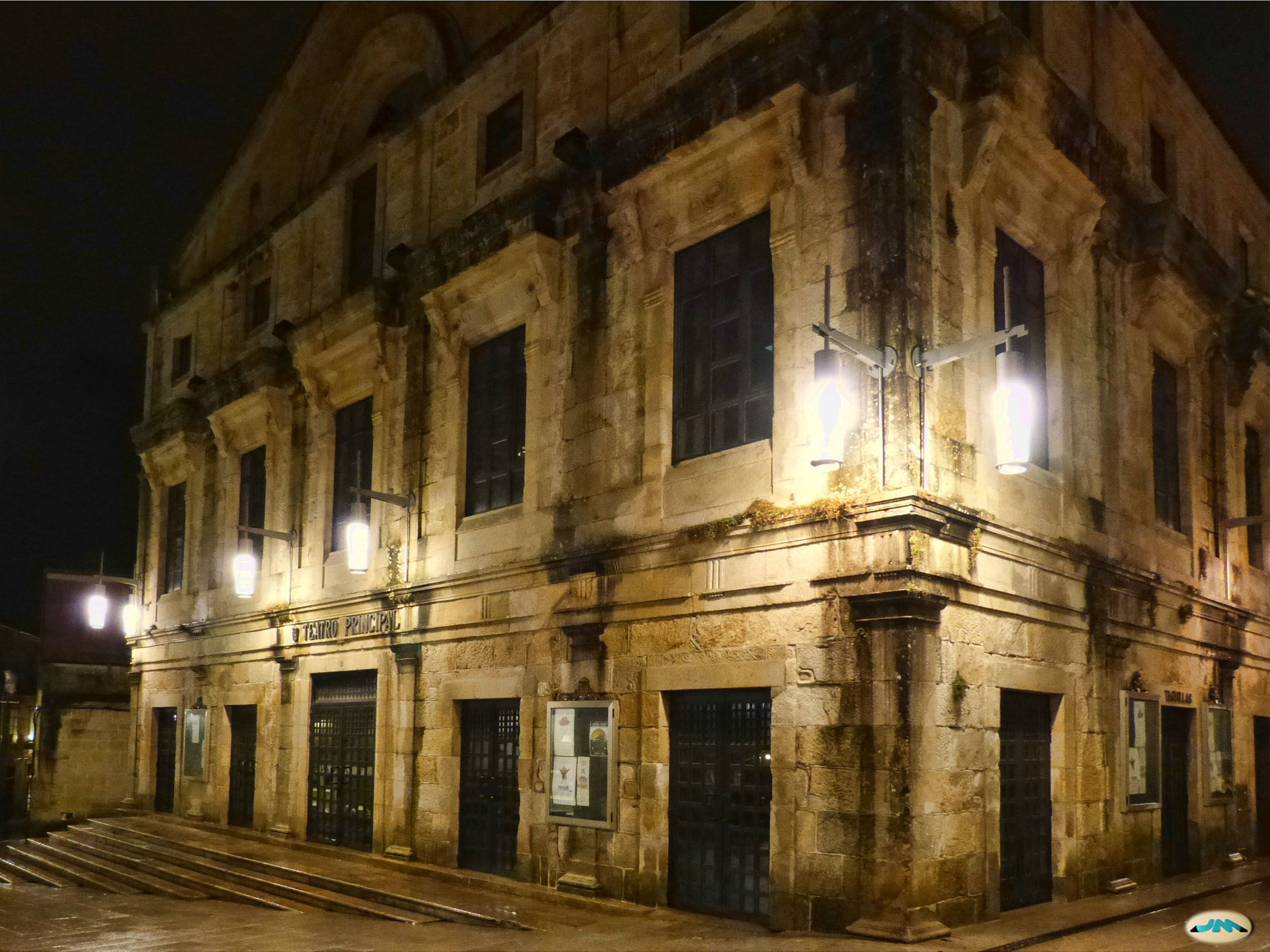
Fachada iluminada de noche
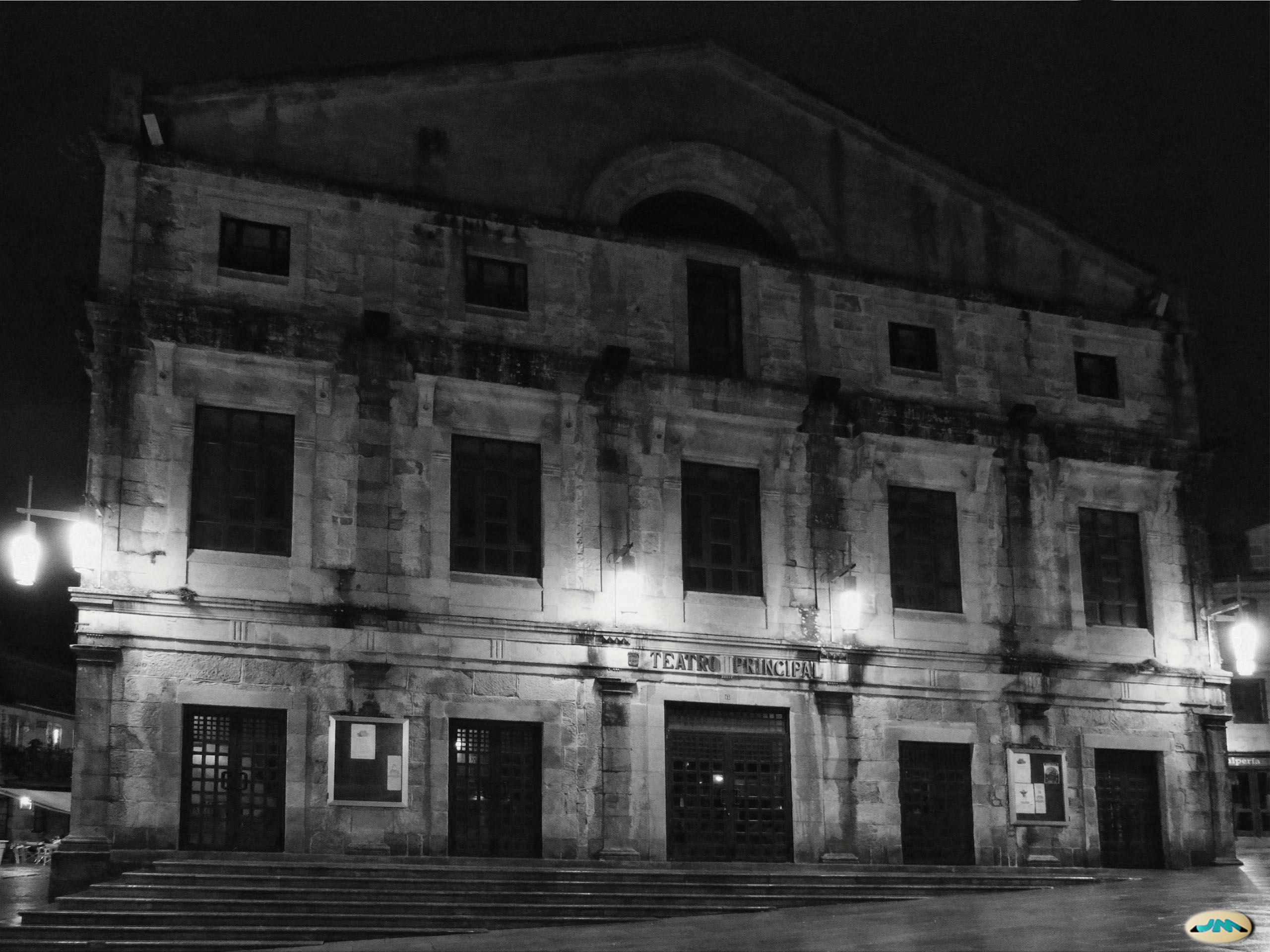
Fachada
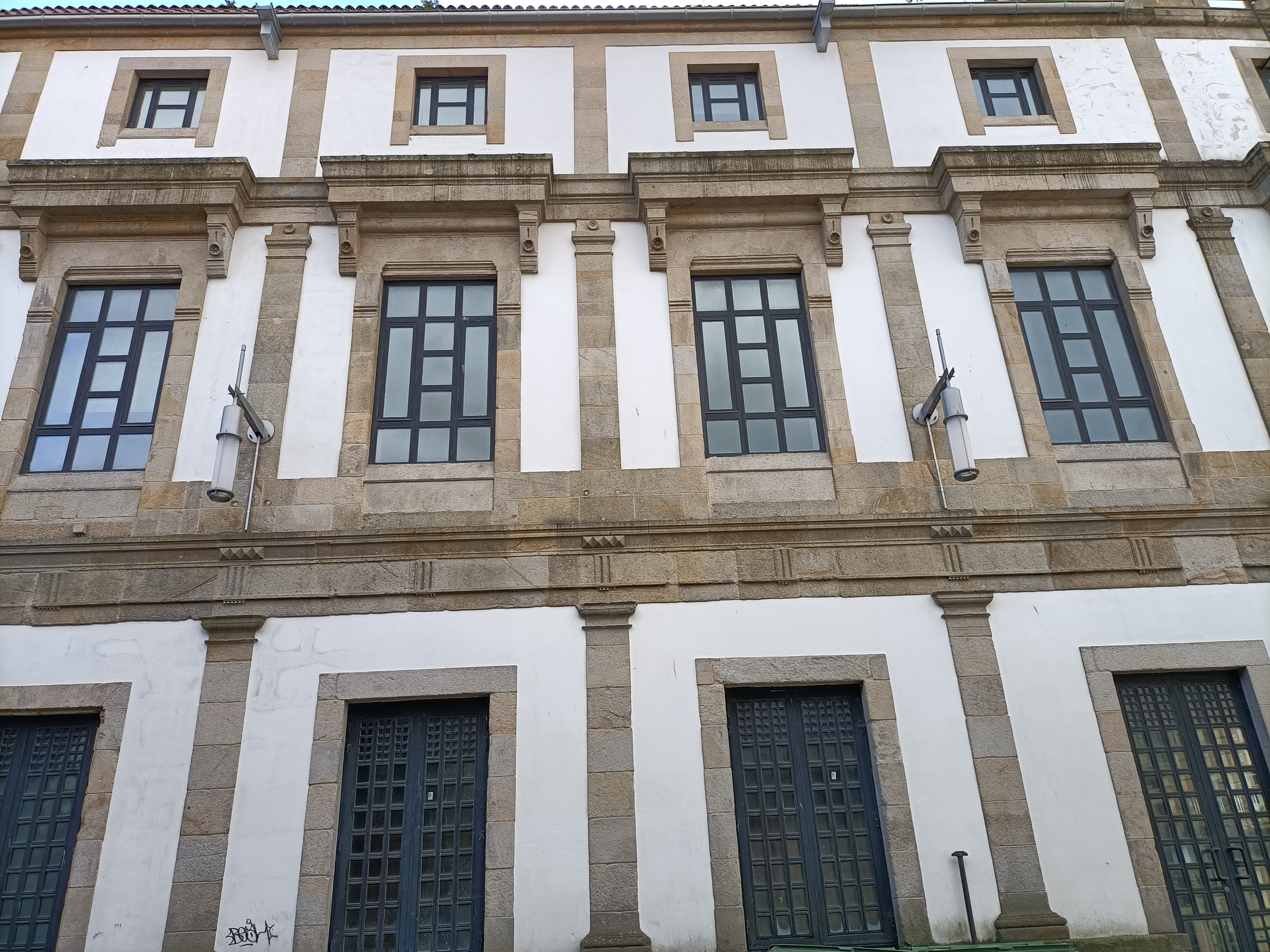
Fachada lateral norte con sus pilastras clásicas
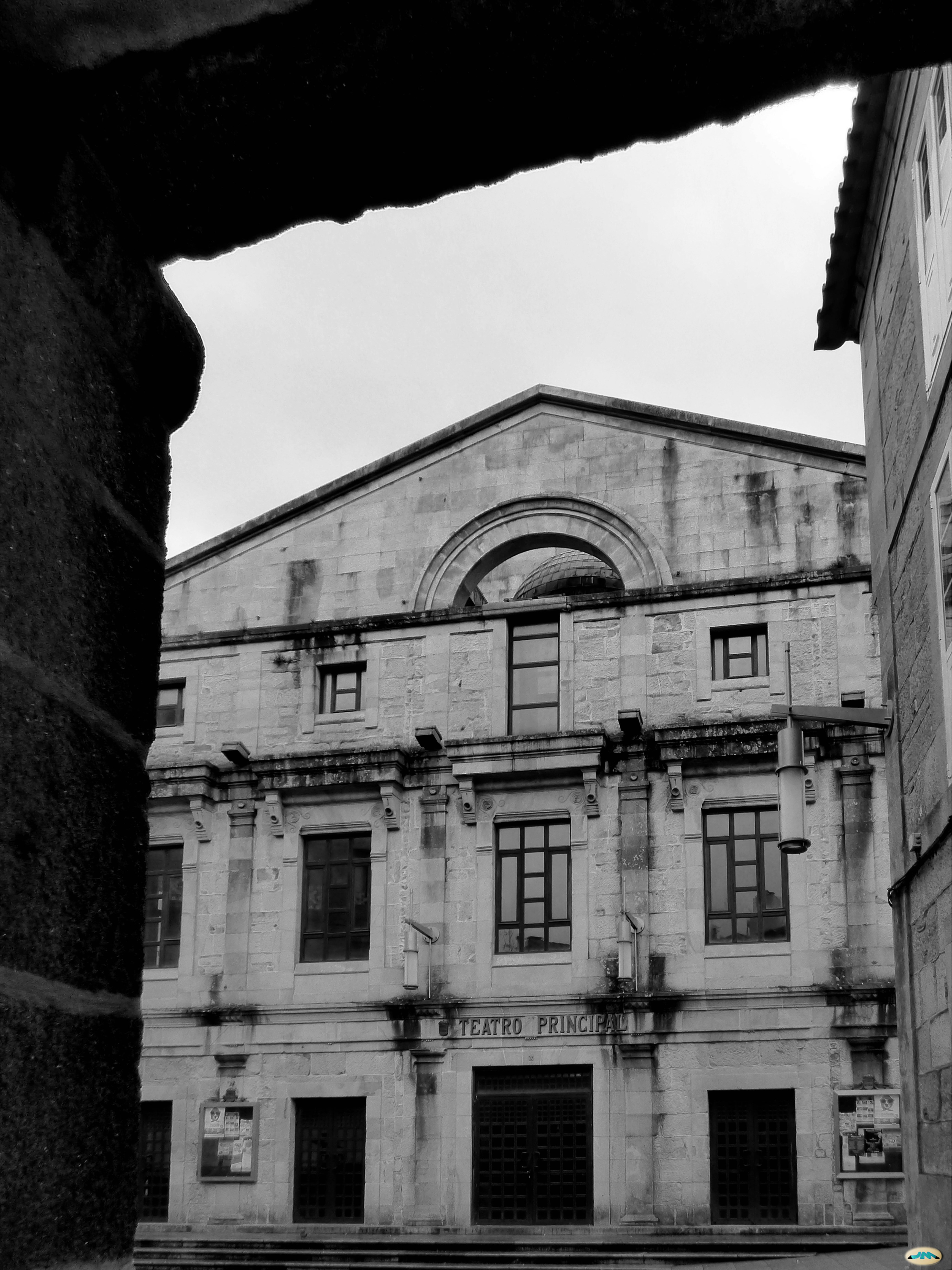
Fachada en blanco y negro
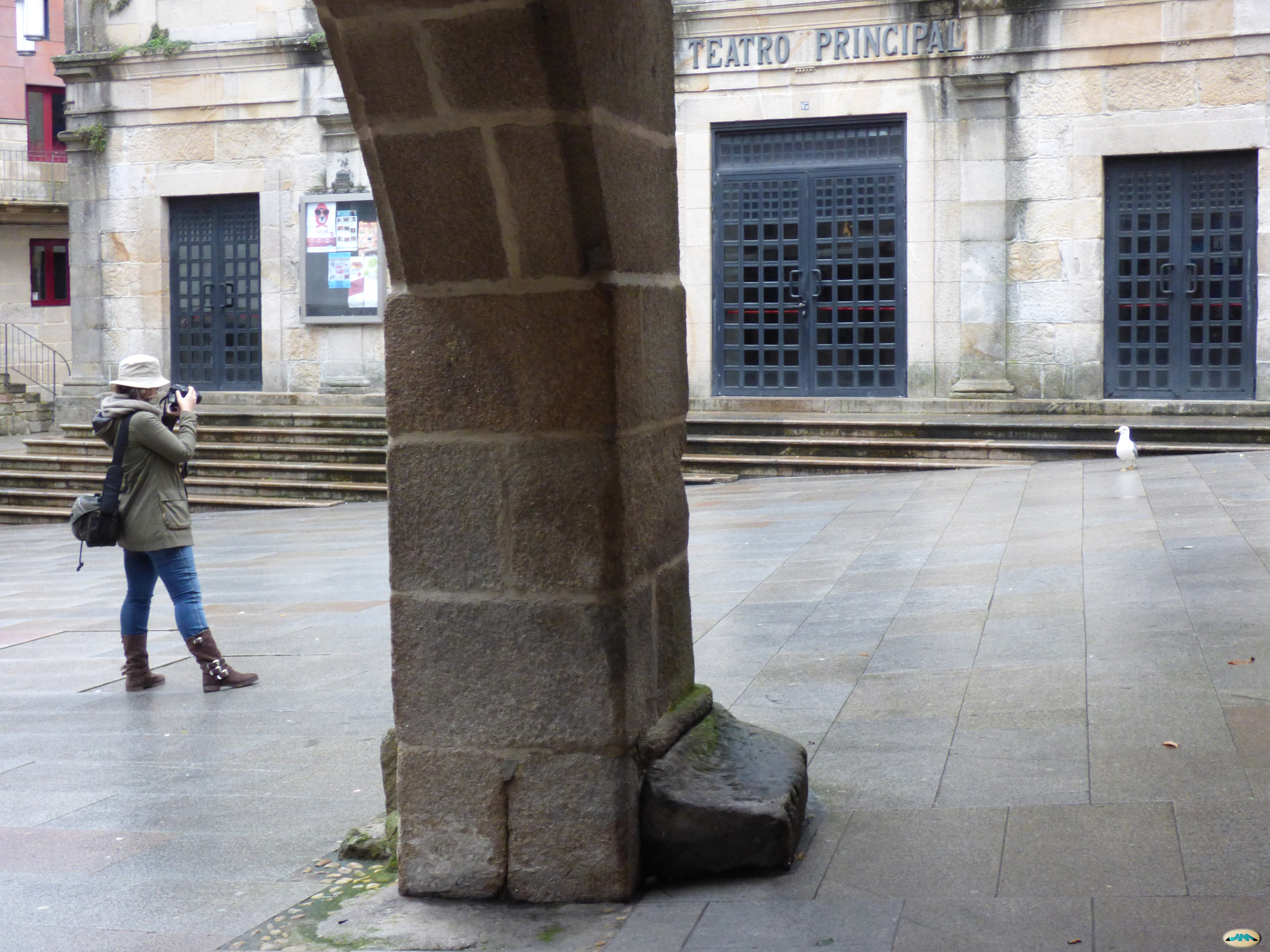
Entrada
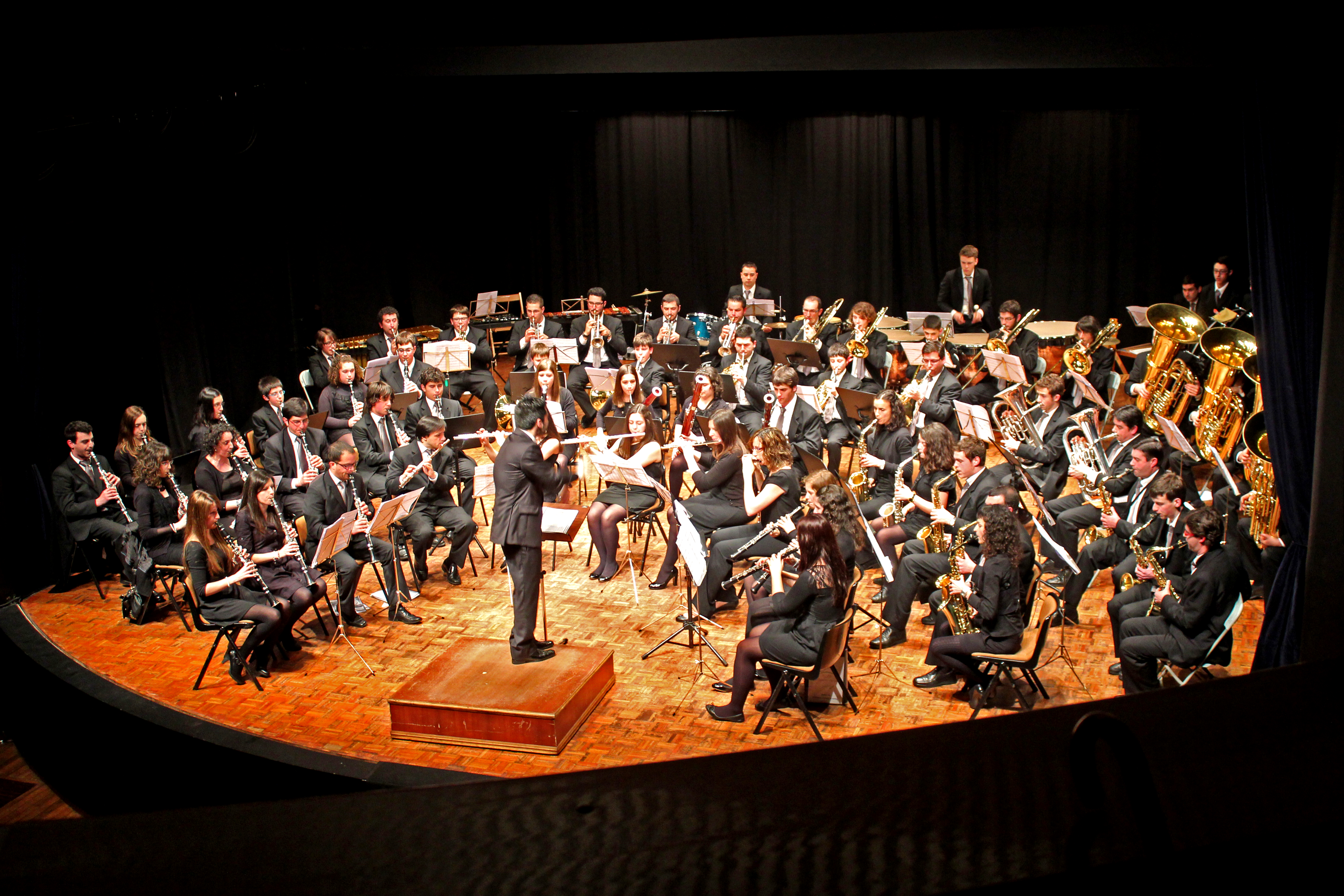
Escenario
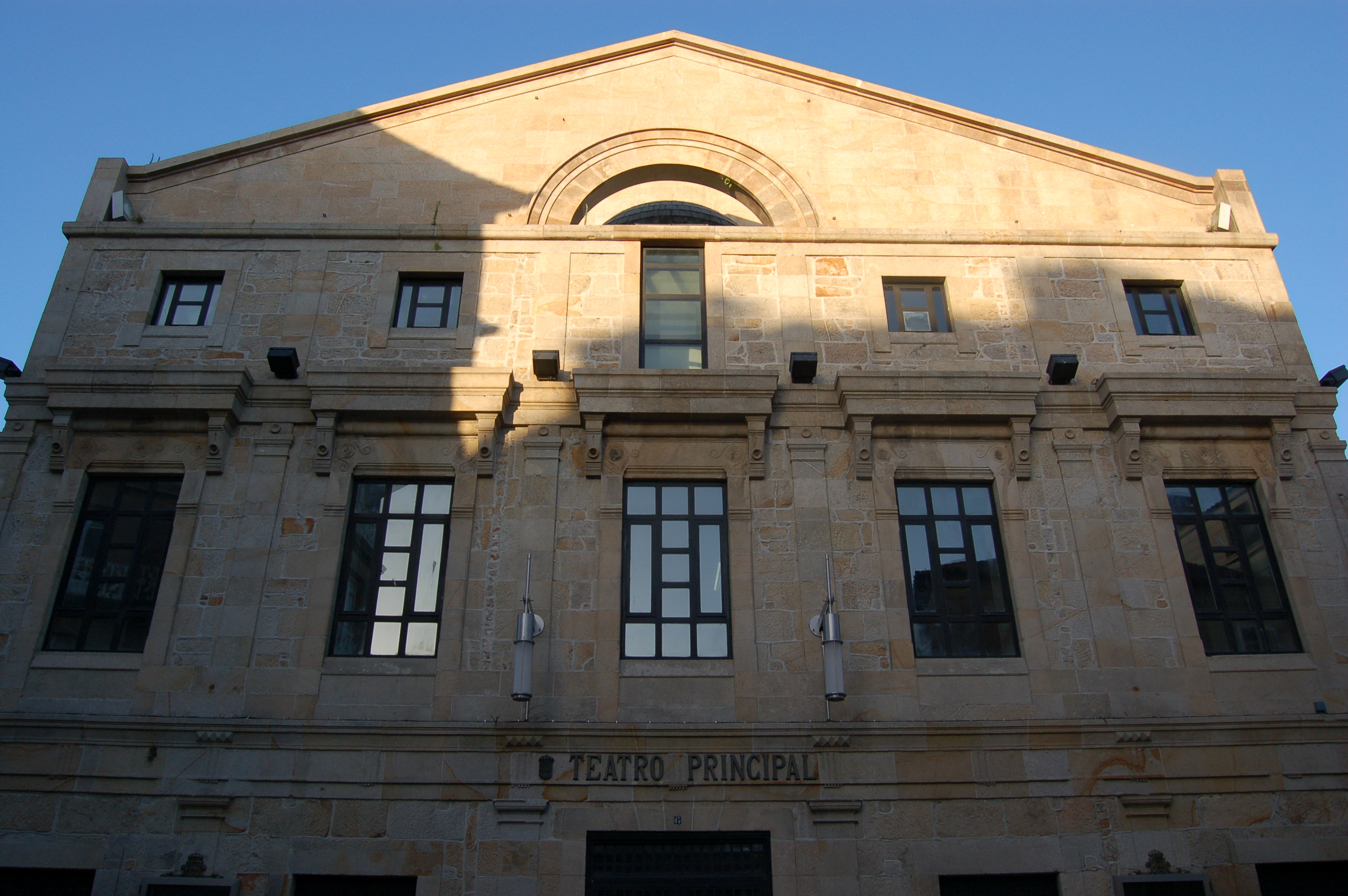
Fachada
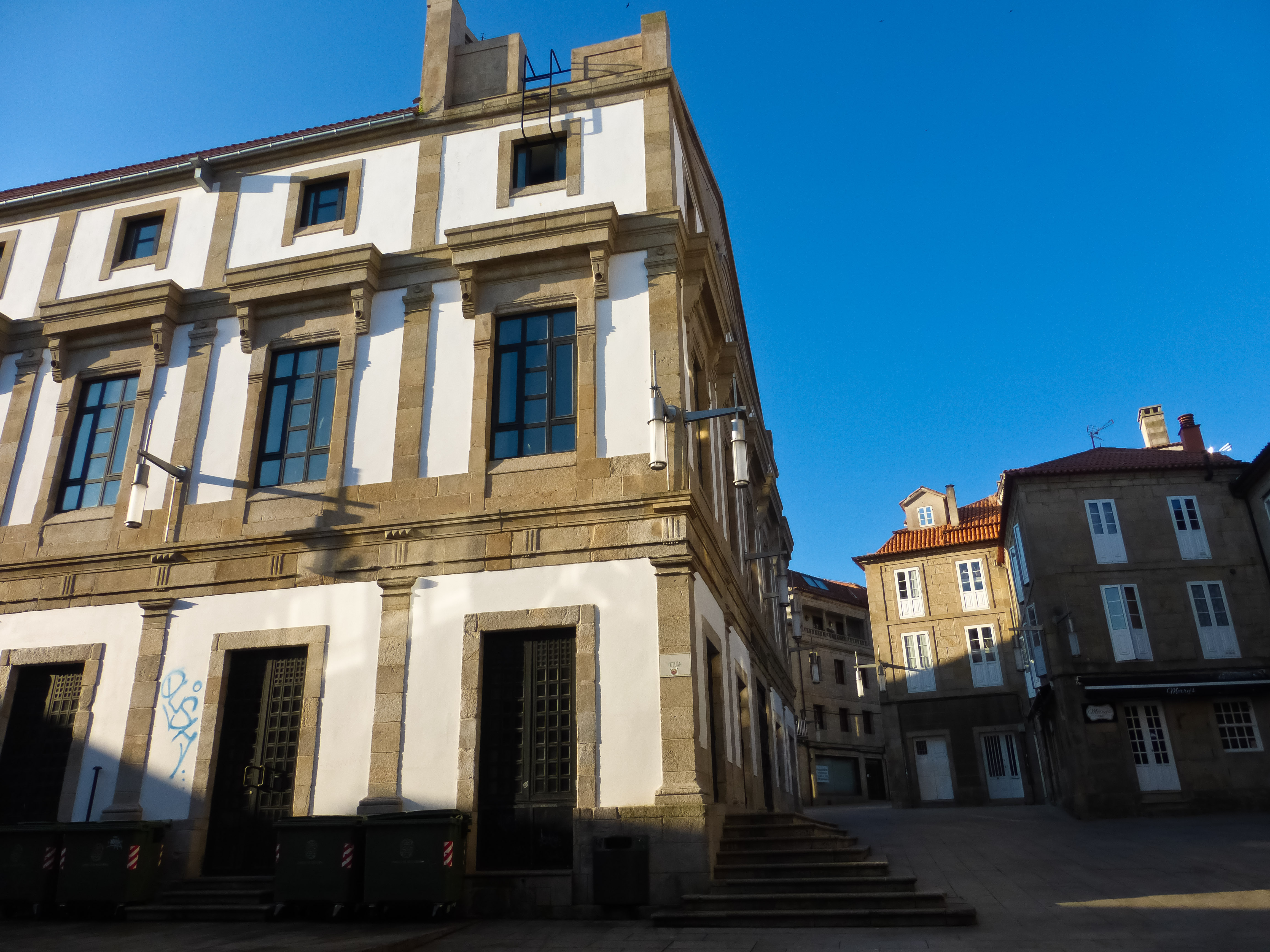
Fachada norte
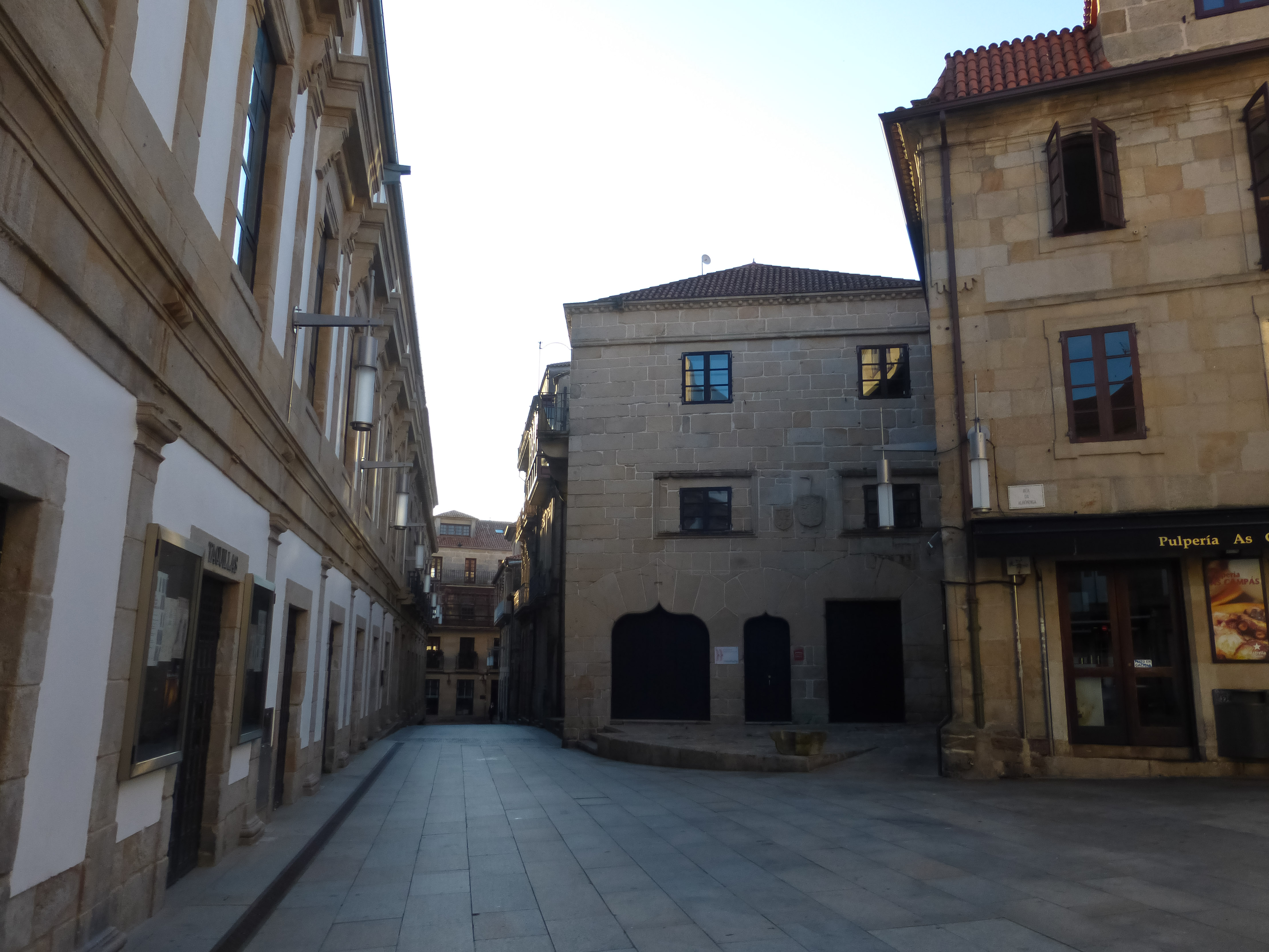
Fachada sur con las taquillas (a la izquierda)